# Port Margot (ort)
Port Margot är en ort i Haiti.   Den ligger i departementet Nord, i den norra delen av landet, 130 km norr om huvudstaden Port-au-Prince. Port Margot ligger 56 meter över havet och antalet invånare är 3 070.
Terrängen runt Port Margot är varierad. Runt Port Margot är det tätbefolkat, med 308 invånare per kvadratkilometer. Närmaste större samhälle är Lenbe, 6,0 km sydost om Port Margot. Omgivningarna runt Port Margot är en mosaik av jordbruksmark och naturlig växtlighet.